# Vasil Bykov
Vasil Uladzimiravitj Bykaŭ, även Vasil Vladimirovitj Bykov, född 19 juni 1924 i Bytjki, Vitryska SSR, död 22 juni 2003 i Minsk i Belarus, var en belarusisk författare. Han sågs av många som kandidat till Nobelpriset i litteratur. Idag räknas Bykov som en av de största belarusiska författare under 1900-talet. Han var också en framstående kritiker av sovjetstyret och Alexander Lukasjenkos regim i det självständiga Belarus.

## Biografi
Vasil Bykaŭ var militär och frilansjournalist fram till 1952. Flertalet av hans romaner handlar om andra världskriget. Hans skildringar av kriget är mer realistiska än vad som var vanligt under Sovjet-epoken. Bykaŭ skrev alla sina verk på belarusiska och översatte själv flera av dem till ryska. Under perioden 1965-70 hamnade han i onåd på grund av att hans kortroman De döda lider inte (1965) kritiserade det hårda sovjetiska politiska systemet. På grund av det mildare politiska klimatet under perestrojkan ägnade Bykov en stor del av sitt författarskap till att kritisera stalinismen.
Bykaŭ var en förgrundsfigur i rörelsen för demokrati när Belarus blev självständigt 1990-91. När Alexander Lukasjenko blev Belarus president 1994 framträdde Bykaŭ som en av hans häftigaste kritiker och han fick svårt att publicera sina verk i Belarus. 1997 gick han i landsflykt och fortsatte sin verksamhet i Tyskland, Finland och Tjeckien. Han återvände till Belarus endast tio dagar före sin död.

## Filmer baserade på Bykovs verk
- Третья ракета (Den tredje signalraketen, 1963)
- Альпийская баллада (Alpballaden, 1966)
- Западня (Fällan, 1966)
- Долгие вёрсты войны (Långa krigsvägar, 1975)
- Дожить до рассвета (Överleva till gryningen, 1975)
- Волчья стая (Vargflocken, 1975)
- Обелиск (Obelisken, 1976)
- Фруза (Fruza, 1981)
- Знак беды (Olyckstecknet, 1985)
- Круглянский мост (Bron vid Krugljany, 1989)
- Одна ночь (En natt, 1989)
- Его батальон (Hans bataljon, 1989)
- Пойти и не вернуться (Gå och inte komma tillbaka, 1992)
- Обречённые на войну (Dömda till kriget, 2008)